# Peguera
Peguera – miejscowość w Hiszpanii, na Balerach, na Majorce, w comarce Serra de Tramuntana, w gminie Calvià.
Według danych INE z 2005 roku miejscowość zamieszkiwało 3400 osób. Numer kierunkowy to +34.